# War dialing
Se conoce como war dialing o demon dialing (en inglés) a una técnica utilizada durante las décadas de los años 1980 y 1990, que consistía en hacer llamadas a una serie de números de teléfono automáticamente con el fin de encontrar módems conectados y permitiendo la conexión con algún otro ordenador.
El término utilizado originalmente para denominar a esta técnica era daemon dialing, pero debido a su constante mención en la película WarGames como war dialing, este último pasó a ser el más utilizado.
Esta práctica se llevaba a cabo normalmente con el programa ToneLoc para MS-DOS.
Hoy en día está en desuso debido a las interconexiones ofrecidas por los proveedores de acceso a Internet.
- Datos: Q2092537